# Patera de Darclée
Darclée Patera
Pour les articles homonymes, voir Darclée.
La patera de Darclée (désignation internationale : Darclée Patera) est une patera située sur Vénus dans le quadrangle d'Helen Planitia. Elle a été nommée en référence à Haricléa Darclée, cantatrice soprano roumaine (1860–1939).